# 中国人民解放军陆军炮兵第八十旅
炮兵第八十旅，是曾经中国人民解放军陆军第八十集团军下属的炮兵旅，驻地山东省潍坊市濰城區。代号71602部队。

## 历史概述
该旅前身为东北野战军独立第九师，独立第九师于1948年1月由龙江军区警卫第1、2、3团、嫩江军区独立第3团组成。于1948年整编为四十二军第一五五师。
1950年2月28日，在湖南省湘潭成立炮兵第八师，以第四十二军一五五师师部（前身是1948年1月在黑龙江克山县成立东北人民解放军独立9师），12兵团炮兵45团，13兵团炮兵46团，15兵团炮兵48团组成。师长王珩，政委李振邦，全师9311人，马2822匹，胶轮大车266辆，日式10榴11门，90式野炮9门，38式野炮59门，改38式野炮7门，41式骑炮1门，75式改榴炮18门，共计105门，枪3049支。各团4门制9个连的编制。
2003年缩编为陆军地二十六集团军炮兵旅（第二次编成），2017年改为炮兵第八十旅。

## 沿革[2]
- 炮兵第八师——（1950年4月-2003年10月）
- 陆军第二十六集团军炮兵旅——（2003年10月-2017年2月）
- 陆军第八十集团军炮兵第八十旅——（2017年2月至今）